# 189398 Soemmerring
189398 Soemmerring este un asteroid din centura principală de asteroizi.

## Descriere
189398 Soemmerring este un asteroid din centura principală de asteroizi. A fost descoperit pe 7 mai 2008 la Taunus de Stefan Karge și Rainer Kling. Asteroidul prezintă o orbită caracterizată de o semiaxă mare de 2,59 ua, o excentricitate de 0,16 și o înclinație de 5,0° în raport cu ecliptica.